# Reserva natural nacional de Sixt-Passy
La reserva natural nacional de Sixt-Passy (RNN35; en francés: réserve naturelle nationale de Sixt-Passy) es una reserva natural nacional creada en 1977 en el macizo de Giffre, en Francia. Ubicada en la Alta Saboya, cubre 9200 ha, lo que lo convierte en la más grande de este departamento. Con una altitud que va de los 900 m a los 3096 m sobre el nivel del mar en un entorno de piedra caliza, ofrece diversos entornos naturales (acantilados, prados alpinos, lapiaz, bosques o glaciares) que promueven una gran variedad de flora y fauna.

## Localización

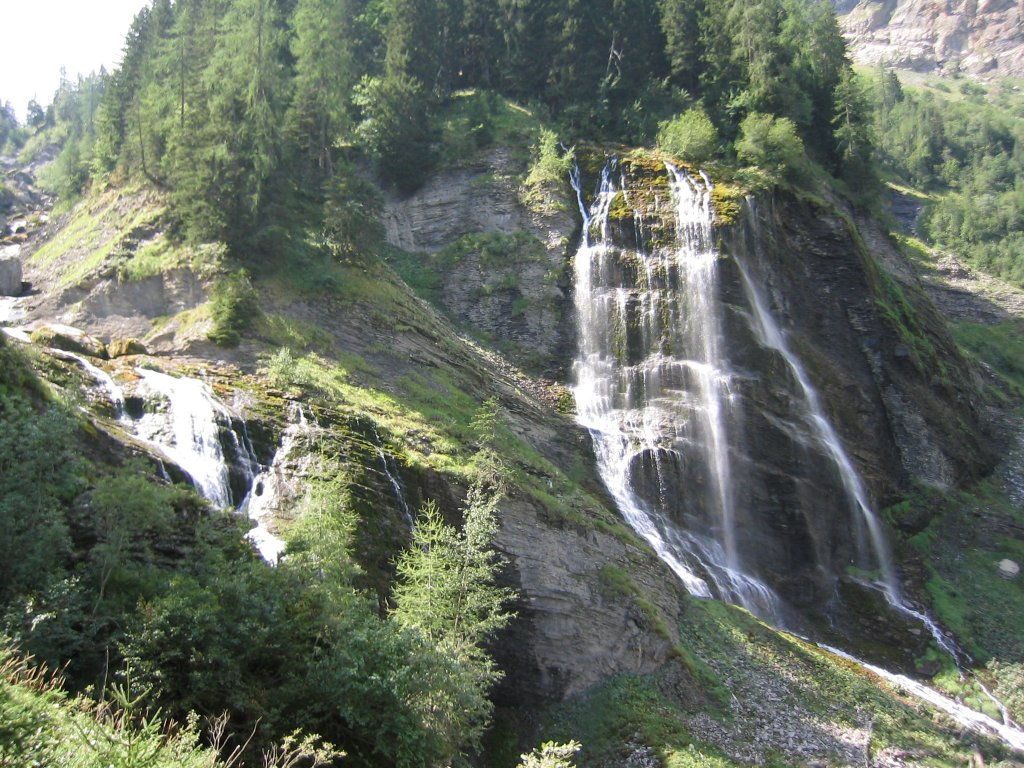
Cascadas de Sauffaz y Pleureuse.

El territorio de la reserva natural se encuentra en los municipios de Passy y Sixt-Fer-à-Cheval, departamento de la Alta Saboya, en la región de Auvernia-Ródano-Alpes Se extiende desde 900 m a lo largo del río Giffre hasta una altitud de 3096 m en el monte Buet. El territorio de la reserva natural incluye varios sectores conectados:
- al suroeste, el valle de Sales, desde la cascada de la Pleureuse hasta el pointe de Platé con el norte en Chaîne des Fiz, y toca el desierto de Platé y el valle de Anterne con su lago.
- al este, la vertiente noroeste del enlace que va de monte Ruan al Buet, pasando por Le Cheval Blanc y el Pic de Tenneverge. Esta área incluye una parte del cirque du Fer-à-Cheval, el Bout du Monde, así como algunos glaciares (glaciares Ruan y Prazon).
- al norte, el valle de Vogealle con su lago, desde la Pointe de Bellegarde hasta la Tête des Ottans (frontera suiza).

## Historia
Durante mucho tiempo, la creación de la reserva natural encontró una oposición bastante fuerte por parte de la población local debido al temor que tenía de ser desposeída de sus derechos. Tras la creación de la reserva natural nacional de las Agujas Rojas en 1974, la clasificación tardó otros tres años en completarse en 1977. Cabe señalar que el naturalista Jean Dorst intervino para sacar adelante el expediente.

## Geología

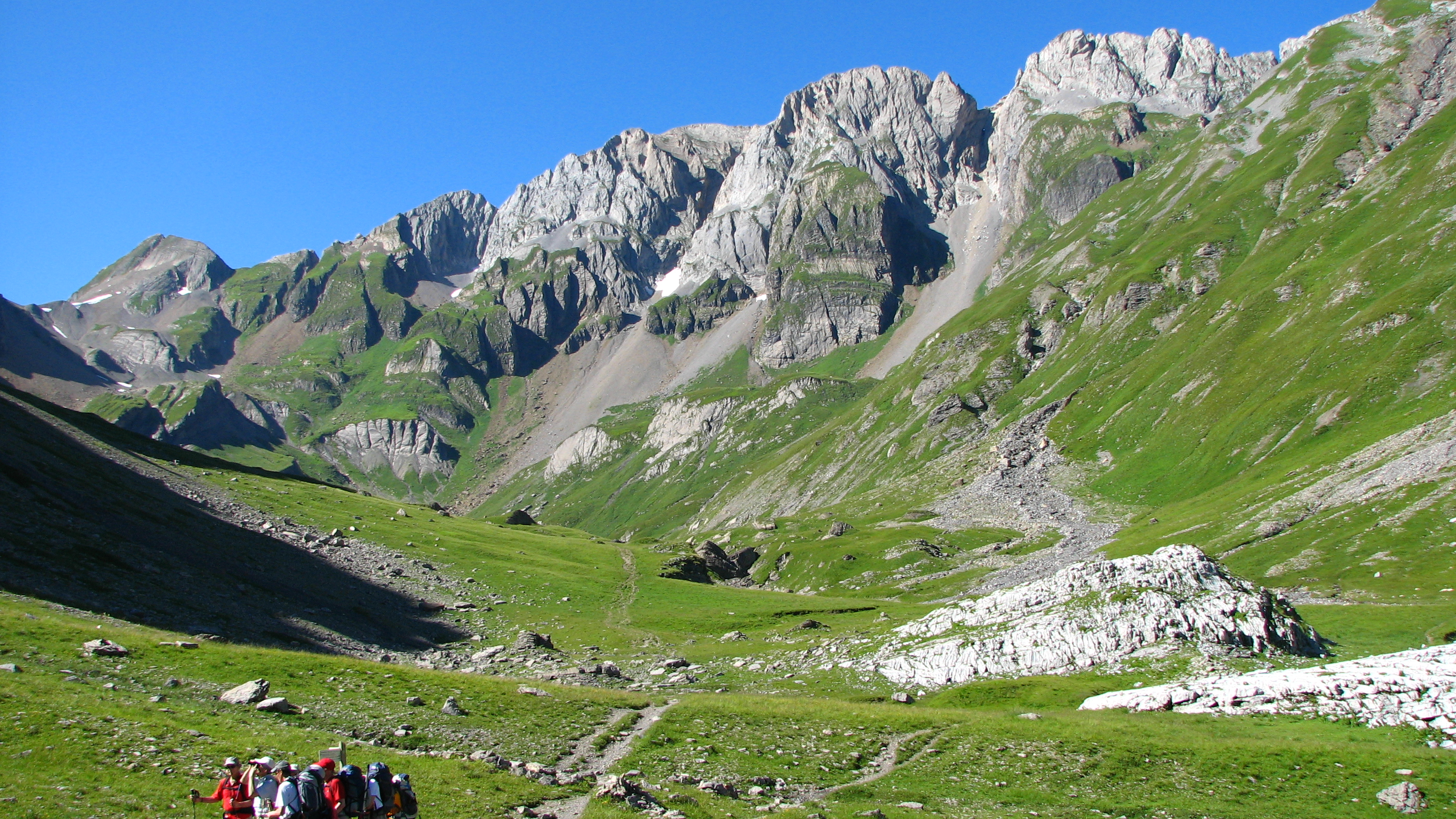
Vallon de la Vogealle.

El desierto de Platé, un vasto lapiazo típico del relieve kárstico, se encuentra en parte en la reserva natural. Su formación se debe a la disolución de la roca caliza por el agua de lluvia cargada con dióxido de carbono. Existen todo tipo de ranuras, canales y cuchillas afiladas cuya dirección general corresponde a las roturas originales. El lapiaz continúa bajo tierra a través de numerosos aven y simas. El sector de Vogealle también es muy rico en lapiaz.

## Biodiversidad
La reserva natural de Sixt-Passy es un mundo exclusivamente calizo que presenta una amplia variedad de formas modeladas por la erosión: grietas, lapiazos, etc. Allí se encuentra uno de los karst más bellos de Europa. La reserva cubre los niveles montano, subalpino, alpino y nival desde las orillas del río Giffre hasta la cumbre del monte Buet. Esta amplitud altitudinal asociada a la diversidad de los ambientes encontrados (humedales, bosques mixtos, acantilados, céspedes, etc.) ofrecen ambientes contrastantes con una rica y diversa flora y fauna.

### Flora
Desde áreas boscosas hasta los picos más altos, se han identificado alrededor de 800 especies de plantas en el sitio, incluidas 28 especies de orquídeas. El haya y el abeto dominan el bosque de Sixt, pero solo las plantas bien adaptadas se han instalado en pastos o céspedes alpinos. Entre las principales especies destacables podemos conservar el cardo azul de los Alpes, la pezuña de Venus o la martagón. La juncia bicolor es una especie protegida a nivel nacional, extremadamente rara en el departamento y dependiente de los humedales. El pequeño musgo Buxbaumia viridis que vive en la madera en descomposición es raro y de interés europeo.

### Fauna
La distribución de los ambientes según la altitud favorece una gran diversidad: cabras montesas, corzos, rebecos, jabalíes, marmotas y las liebres montesas. La avifauna salvaje también incluye el quebrantahuesos, el águila real, el cascanueces moteado, el gallo lira y la perdiz nival. En insectos, también podemos citar la Rosalia alpina y en anfibios la salamandra alpina.